# Robert Zoellick

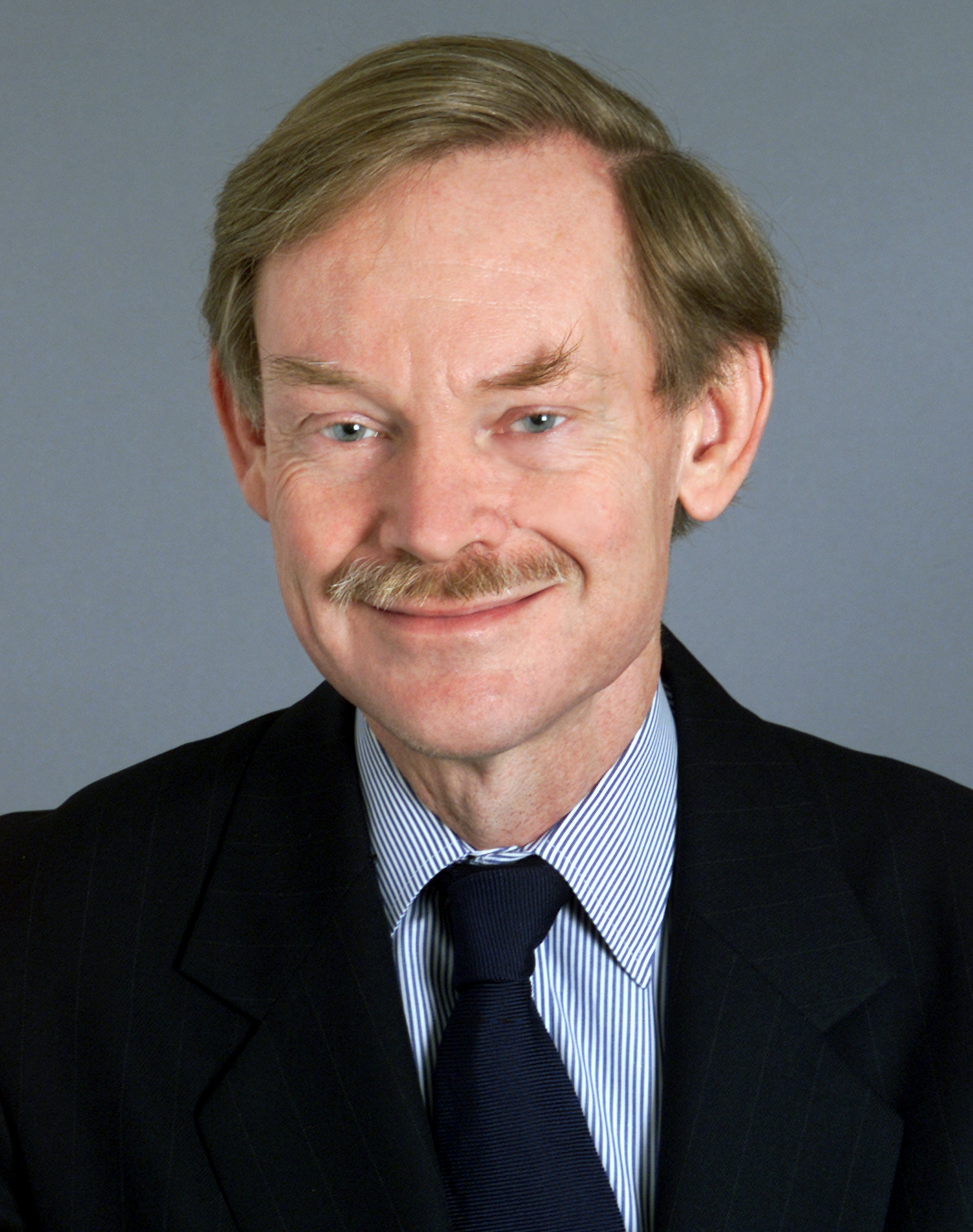
Robert Zoellick (2008)

Robert Bruce Zoellick [ˈɹɑːbɚt bɹuːs ˈzɛlɪk] (* 25. Juli 1953 in Naperville, Illinois) ist ein US-amerikanischer Politiker (Republikanische Partei). Er gehörte den Regierungen der US-Präsidenten George Bush und George W. Bush an. Seit dem 1. Juli 2007 war Zoellick Präsident der Weltbank. Seine Amtsperiode endete Ende Juni 2012; er kündigte im Februar 2012 an, dann aus dem Amt scheiden zu wollen. Sein Nachfolger wurde der US-amerikanische Gesundheitsexperte Jim Yong Kim.

## Leben
Robert Zoellick wurde als Sohn von William T. und Gladys Zoellick geboren. Die Familie hat deutsche Vorfahren, deren Wurzeln vermutlich nach Rostock zurückreichen. Zusammen mit seinem vier Jahre älteren Bruder, William (Zoellick jr.), wuchs er in Naperville auf. Nachdem er 1971 die Naperville Central High School abgeschlossen hatte, ging er aufs Swarthmore College, wo er 1975 seine Ausbildung als Mitglied der akademischen Verbindung Phi Beta Kappa abschloss. An der Harvard Law School studierte er Jura und an der John F. Kennedy School of Government Politikwissenschaften. Im Jahre 1981 schloss er seine Studien mit einem J.D. (wiederum mit dem Prädikat magna cum laude) bzw. dem M.P.P. (Master of Public Policy) ab.

### Politische Ämter
Von 1985 bis 1988 war Zoellick in verschiedenen Positionen im Finanzministerium tätig. Während der Regierungszeit Ronald Reagans war er unter anderem Berater von Finanzminister James Baker.
Zoellick gilt auch als Deutschland-Kenner. Nach dem Mauerfall hatte er sich als US-Chefunterhändler bei den Zwei-Plus-Vier-Verhandlungen für eine zügige Wiedervereinigung eingesetzt (ebenso tat dies US-Außenminister Baker). Für sein herausragendes Engagement um die deutsche Wiedervereinigung erhielt er 1992 das Bundesverdienstkreuz (Ordensstufe Großes Verdienstkreuz mit Stern) vom damaligen Bundespräsidenten Richard von Weizsäcker.
Unter James Baker, US-Außenminister von 1989 bis 1992, wurde Zoellick Abteilungsleiter für wirtschaftliche und landwirtschaftliche Angelegenheiten (United States Under Secretary of State for Economic and Agricultural Affairs) und Berater des Ministers. Im August 1992 wurde er stellvertretender Stabschef (White House Deputy Chief of Staff) und persönlicher Berater des Präsidenten.

### In der Wirtschaft
1993 verließ er den Staatsdienst und war bis 1997 Vizepräsident der Hypothekenbank „Fannie Mae“ (Federal National Mortgage Association). Anschließend war er Professor für National Security an der United States Naval Academy (1997 bis 1998), forschte am Belfer Center for Science and International Affairs der Universität Harvard und war Berater für internationale Agenden der Investmentbank Goldman Sachs.

### Haltung zum Irak vor dem Krieg
1998 gehörte Zoellick, neben Richard Armitage, John R. Bolton, Francis Fukuyama, Robert Kagan, Zalmay Khalilzad, Richard Perle, Donald Rumsfeld und Paul Wolfowitz, zu den Unterzeichnern eines Briefes des neokonservativen Think Tanks Project for the New American Century an den damaligen Präsidenten Bill Clinton, in dem vor der Bedrohung durch irakische Massenvernichtungswaffen gewarnt und vehement die Entmachtung Saddam Husseins („[…] removing Saddam Hussein and his regime from power“) gefordert wurde. Fünf Jahre später, nachdem George W. Bush Präsident geworden war und nach den Terroranschlägen am 11. September 2001, nannte die US-Regierung, der nun die Mitunterzeichner Rumsfeld als Verteidigungsminister, Wolfowitz als dessen Stellvertreter, Armitage als Vize-Außenminister und Perle als Vorsitzender des Defense Policy Board Advisory Committee angehörten, dieselben Argumente bei ihrer Begründung für den Irakkrieg.

### In der Außenpolitik

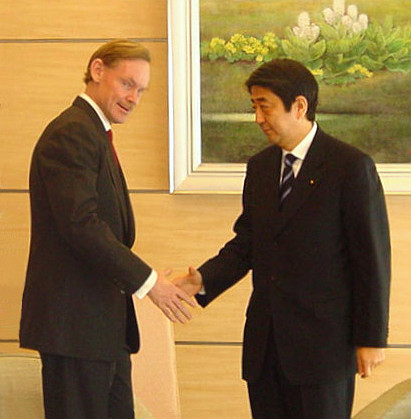
Robert Zoellick mit dem japanischen Regierungschef Shinzo Abe (2006)

Während des Wahlkampfes zur Präsidentschaftswahl im Jahr 2000 war Zoellick als Mitglied einer Gruppe („The Vulcans“) um Condoleezza Rice Berater George W. Bushs für Außenpolitik. Nach der Wahl gehörte er von 2001 bis 2005 als Handelsvertreter der Vereinigten Staaten dem Kabinett Präsident Bushs an und war für die internationale Handelspolitik der USA verantwortlich. In dieser Position war er an den Verhandlungen zum Beitritt der Volksrepublik China und der Republik China (Taiwan) zur Welthandelsorganisation (WTO) und der WTO-Ministerkonferenz in Doha beteiligt. Weiters setzte er sich für die Schaffung des zentralamerikanischen Freihandelsabkommens (Central American Free Trade Agreement, DR-CAFTA) ein.
Am 7. Januar 2005 nominierte ihn der Präsident zum Vizeaußenminister unter Condoleezza Rice; am 22. Februar trat Zoellick das Amt im Außenministerium an. Ein Schwerpunkt seiner Tätigkeit war eine Neuausrichtung der US-Politik in Bezug auf China. Am 19. Juni 2006 gab er seinen Rücktritt bekannt und kündigte an, als Direktor und Vorsitzender der internationalen Abteilung zu Goldman Sachs zurückzukehren. Grund dafür war Medienberichten zufolge, dass er von George W. Bush nicht zum Nachfolger des Finanzministers John W. Snow ernannt wurde, dessen Amtszeit am 7. Juli 2006 endete.

### Weitere Ämter
Zoellick ist bzw. war auch Aufsichtsratsmitglied verschiedener Unternehmen, darunter Alliance Capital, Said Holdings und der Precursor Group, Berater von Enron und Viventures (ein Risikokapital-Fonds) und Direktor der Strategie-Gruppe des Aspen-Instituts. Unter Verteidigungsminister William Cohen gehörte er dem Defense Policy Board Advisory Committee an.
Zoellick ist darüber hinaus Mitglied der Think-Tanks Council on Foreign Relations und Trilaterale Kommission. Zudem war er neunmal Teilnehmer der Bilderberg-Konferenz (2003, 2006, 2008, 2009, 2011–2015).

### Weltbank
US-Präsident George W. Bush schlug Zoellick am 29. Mai 2007 als Nachfolger für den zurückgetretenen Paul Wolfowitz für das Amt des Präsidenten der Weltbank vor. Am 25. Juni bestätigte der Exekutivrat der Weltbank die Wahl Zoellicks einstimmig und am 1. Juli übernahm er die Amtsgeschäfte.
Robert Zoellick kündigte am 15. Februar 2012 seinen Abtritt nach dem Ablauf der Amtsperiode Ende Juni 2012 an.

### Haltung zur deutschen Rolle in der Eurokrise
Robert Zoellick hat die mangelnde Führung Angela Merkels in der Euro-Krise beklagt und der deutschen Bundesregierung vorgeworfen, keine Vision für die weitere Entwicklung der Gemeinschaftswährung zu haben. „Vieles in der Politik geschieht in der Art des Durchwurstelns, aber die Wirtschaft und die Märkte brauchen Orientierung und Klarheit“, sagte Zoellick Anfang Oktober 2011 in einem Interview der Wirtschaftswoche.

## Werke
- America in the World: A History of U.S. Diplomacy and Foreign Policy. Twelve, New York 2020, ISBN 978-1-5387-6130-4